# Istmina
Istmina là một khu tự quản thuộc tỉnh Chocó, Colombia. Thủ phủ của khu tự quản Istmina đóng tại Istmina Khu tự quản Istmina có diện tích 2480 ki lô mét vuông. Đến thời điểm ngày 28 tháng 5 năm 2005, khu tự quản Istmina có dân số 31011 người.